# Dakchigo kkonminam band
Dakchigo kkonminam band (Hangul: 닥치고 꽃미남 밴드 Dakchigo kkonminam baendeu) – południowokoreański serial telewizyjny emitowany na antenie tvN. Serial był emitowany od 30 stycznia do 20 marca 2012 roku, w poniedziałki i wtorki o 23:00, liczy 16 odcinków. Główne role odgrywają w nim Sung Joon, Jo Bo-ah, L, Jung Eui-chul, Lee Hyun-jae, Yoo Min-kyu i Kim Min-seok.
Serial przedstawia historię dwóch zespołów rockowych i o tym, jak radzą sobie z przyjaźniami i pasją do muzyki. Była to druga część serii „Oh! Boy” stacji tvN o tzw. „Flower Boys”, skierowana do nastoletnich odbiorców, jego kontynuacją był serial Iutjip kkonminam (2013).

## Obsada
Eye Candy
- Sung Joon jako Kwon Ji-hyuk, lider, wokalista i gitarzysta zespołu
- L (Kim Myung-soo) jako Lee Hyun-soo, gitarzysta zespołu
- Lee Hyun-jae jako Jang Do-il, perkusista
- Yoo Min-kyu jako Kim Ha-jin, basista
- Kim Min-seok jako Seo Kyung-jong, keyboardzista

Strawberry Fields
- Jung Eui-chul jako Yoo Seung-hoon, lider
- Kwak Jung-wook jako Jung Maro, gitarzysta
- Kim Hyun-joon jako Park Pyo-joo, basista
- Kim Hyo-seok (Led Apple) jako perkusista Strawberry Fields

W pozostałych rolach
- Jo Bo-ah jako Im Soo-ah
- Lee Min-ki jako Joo Byung-hee, pierwszy lider Eye Candy
- Kim Jung-min jako Bang Woo-kyung
- Kim Ye-rim jako Kim Ye-rim
- Kim In-seo jako Yoo Hae-ri
- Ma Dong-seok jako nauczyciel
- Kim C jako Rock Kim
- Jung Jin-an jako Jo Deo-mi
- ?? jako Lee Da-som
- Dong Hyun-bae jako szef gangu Sharks
- Kim Sung-hoon jako ojciec Jang Do-ila
- Yum Jung-ah jako matka Kwon Ji-hyuka

## Ścieżka dźwiękowa
| OST Part 1 | OST Part 1                                     | OST Part 1     | OST Part 1 |
| Nr         | Tytuł utworu                                   | Wykonawca      | Długość    |
| ---------- | ---------------------------------------------- | -------------- | ---------- |
| 1.         | „Wake Up” (Prologue)                           | Lee Je-hak     |            |
| 2.         | „Not in Love”                                  | Lee Min-ki     | 3:58       |
| 3.         | „Jaywalking” (kor. 무단횡단)                   | Sung Joon      | 3:34       |
| 4.         | „Somehow You” (kor. 어쩌다 널)                 | Kim Min-seok   | 4:16       |
| 5.         | „Wake Up”                                      | Sung Joon      | 3:45       |
| 6.         | „Love U Like U”                                | L & Kim Ye-rim | 3:15       |
| 7.         | „Today” (kor. 오늘은)                          | Sung Joon      | 2:40       |
| 8.         | „Two Months” (kor. 소녀곡예사)                 | Kim Ye-rim     | 3:12       |
| 9.         | „Words You Shouldn't Know” (kor. 몰라야 할 말) | Sung Joon      | 3:06       |
| 10.        | „Dear Friend” (Epilogue)                       | Lee Sang-hoon  |            |

## Emisja za granicą
- Serial Ikemen Band (jap. 美男<イケメン>バンド) miał premierę na kanale Mnet Japan w lutym 2012 roku
- Został on wyemitowany w tvN Asia w 2012 roku.
- W Tajlandii został wyemitowany w GTV Variety Show od 3 do 27 sierpnia 2012 roku.
- W Hongkongu został wyemitowany w HKTV